# 230
El 230 (CCXXX) fou un any comú començat en divendres del calendari julià.

## Esdeveniments
- Poncià I és escollit Papa.[1]
- Separació de la província romana de Tessàlia de Macedònia.[2]
- El rei Artaxerxes I de l'Imperi Persa envaeix la província romana de Mesopotàmia, i assetja sense èxit la ciutat fortalesa de Nísibis (actual Turquia).[3]